# Emilio Fresedo
Emilio Fresedo (Buenos Aires, 5 de marzo de 1893 – ibídem, 10 de febrero de 1974) fue un compositor, letrista y violinista argentino que se dedicó al género del tango. Era hermano del renombrado director de orquesta y músico Osvaldo Fresedo. Y tio-abuelo de la actriz Lola Ponce.

## Actividad profesional
Fue violinista integrando con su hermano Osvaldo Nicolás pequeños conjuntos dedicados al tango en tanto al mismo tiempo fue cronista del diario La Razón entre 1918 y 1929; coeditor con el dibujante Lino Palacio de la revista Cuentos cortos; promotor publicitario y agente de propaganda médica.
Escribió sus primeras letras de tango en la década de 1920 cuando ejercía el periodismo. Sollozos (1922), grabado por el cantor Teófilo Ibáñez con la Orquesta Típica Victor, por Rosita Quiroga acompañada por guitarras y armonio y por Carlos Gardel; El Once (1924), compuesto para el undécimo Baile del Internado; Canto de amor, que estrenó el actor Ramón Novarro en Buenos Aires en 1934; Vida mía, estrenado en 1934, por Osvaldo Fresedo con el cantor Roberto Ray , en uno de los bailables “Geniol” que organizaba Radio Belgrano; Por qué, No supe vivir, Casate conmigo, Madre mía, Tango mío, Careta, careta, el vals Amor y Pampero, todos ellos con música de Osvaldo Fresedo. Con Raúl de los Hoyos colaboró en los tangos ¡Sonsa!, que fue estrenado en 1926, en la revista Las alegres chicas del Maipo por Iris Marga, en el teatro Maipo; Del barrio de las latas, ambos grabados por Gardel y Con alma y vida. Con Hermes Peressini escribió el tango Redoblona, con Humberto Costanzo la ranchera Adelante la mozada y con Pascual Storti el tango Cordobesita.
Otras obras fueron Cielito mío -con su hermano Osvaldo- en 1920; Gardel grabó Pobre chica, Aromas, Tango mío, todos musicalizados por su hermano Osvaldo Fresedo y Paseo de Julio con música propia. También se recuerda a Madre mía, Por qué, Rosarina linda, Canto de amor, Volverás, Siempre es Carnaval, que grabara Agustín Magaldi, compuestos con su hermano; Te acordás reo que grabó Tita Merello en 1927, letra y música suyas; El tarta, música de José María Rizzuti y La yegüecita que hizo con Gardel-Razzano sobre la canción homónima.
Las letras de su autoría contienen aciertos expresivos y, en algunos casos, alcanzaron gran popularidad.
Tuvo una editorial con su nombre, que impulsó la difusión del tango, y en 1929 instaló un importante laboratorio de productos medicinales.
Falleció en su ciudad natal el 10 de febrero de 1974.